# Manhattanville (Manhattan)

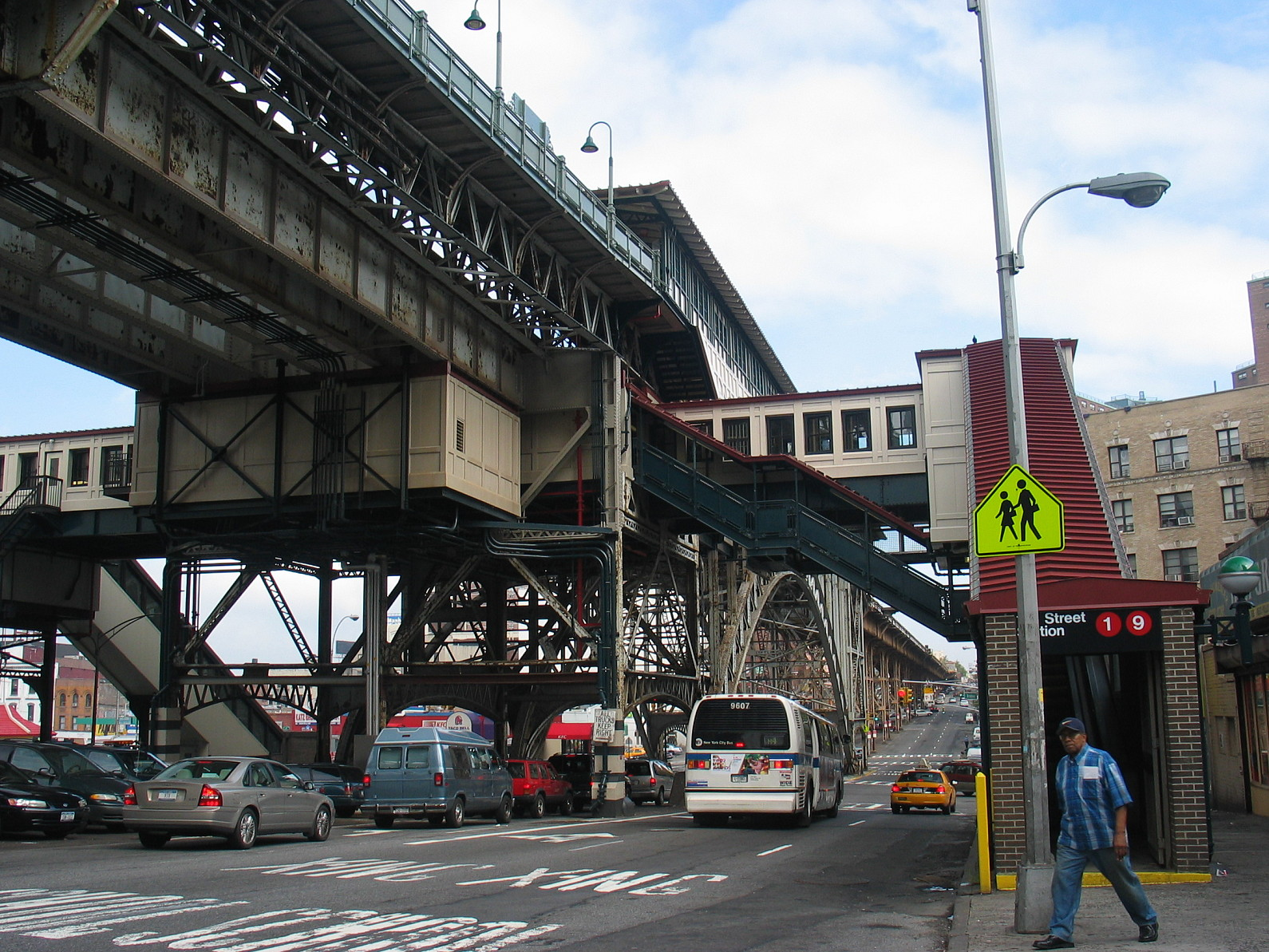
Línea elevada del metro de Nueva York (1), característica de Manhattanville.

Manhattanville es un barrio del borough de Manhattan, en Nueva York. Manhattanville está rodeado por Morningside Heights al sur, Harlem al este, Washington Heights al norte, y el Río Hudson al oeste. El barrio se extiende desde la calle 122 a la calle 135, aunque ciertos inventarios lo delimitan desde la calle 125 hasta la calle 135. En el siglo XIX, Manhattanville era una pequeña ciudad muy dinámica debido a su proximidad con el río Hudson donde numerosos barcos comerciaba a diario. Las posibilidades de desarrollo industrial, eran entonces ya que el barrio, a consecuencia de su proximidad con el sur de Manhattan, jugaba el papel de una ciudad etapa en toda el área de influencia del río. Manhattanville disfrutaba también de su proximidad a Bloomingdale Road, y sus hoteles y lugares de diversión lo situaban como un lugar idóneo de retiro para los neoyorquinos.
Manhattanville es además un barrio universitario importante, en la medida que debe acoger las infraestructuras de la Universidad de Columbia que completan las del City College of New York, presente en el barrio desde 1906.

## Período Colonial
Manhattanville está situado en un valle antiguamente denominado Moertje David's Vly ('Valle de la Madre de David'; en holandés 'Vly' es la versión corta de 'vallei' = valle) durante el período colonial holandés y denominado Harlem Cove durante el período colonial Inglés. Durante la guerra de independencia americana, el valle era conocido como el Camino Hollow, donde la batalla de Harlem Heights comenzó bajo el mando del general George Washington. Durante la guerra de 1812 las cordilleras del sur del valle figuraban como el sitio del paso de Manhattanville cuya defensa fortificaciones y trincheras incluían 'Fort Laight and Blockhouse No. 4 y ahora contienen casas y jardines de Morningside y las Escuelas Públicas N º 36, respectivamente.